# Список призёров Олимпийских игр по греко-римской борьбе
Список призёров Олимпийских игр по греко-римской борьбе

## Греко-римская борьба на Олимпийских играх
Греко-римская борьба вошла в программу современных олимпийских игр на первой олимпиаде в Афинах в 1896 году. На следующих олимпийских играх 1900 года соревнования по борьбе не проводились, в 1904 году проводились только по вольной борьбе. С неофициальных играх 1906 года соревнования по греко-римской входят в программу всех олимпийских игр.
Самым молодым победителем олимпийских игр по греко-римской борьбе стал Ислам-Бека Альбиев, который в 2008 году завоевал золотую медаль в возрасте 19 лет 7 месяцев и 15 дней. Самым пожилым победителем олимпийских игр среди мужчин по греко-римской борьбе стал Адольф Линдфорс, который в 1920 году победил на олимпиаде в возрасте 41 года и 190 дней.
Средний возраст чемпионов олимпийских игр по греко-римской борьбе, без учёта игр 2008 и 2012 года составил 27 лет 55 дней.
Рекорд по количеству золотых медалей на олимпийских играх в мужской борьбе принадлежит четырёхкратному олимпийскому чемпиону Михаину Лопесу. Второе место делят два борца-трёхкратных олимпийских чемпиона: Карл Вестергрен и Александр Карелин. Ивар Юханссон также трёхкратный олимпийский чемпион, но одна золотая медаль у него в вольной борьбе.
Рекорд по количеству серебряных медалей делят Имре Пойяк и Александр Томов. У них по три серебряных медали, но если Пойяк на своей четвёртой олимпиаде смог завоевать «золото», то Томов так и остался трёхкратным вице-чемпионом.
Рекорд по количеству бронзовых медалей принадлежит китайцу Шэн Цзэтяну: три награды.
Медали на олимпийских играх завоёвывали представители 44 стран и одной Объединённой команды.
Больше всех медалей завоевали борцы из Финляндии: 63 медали. На втором месте борцы из Советского Союза: 60 медалей. На третьем месте Швеция: 59 медалей. Больше всех золотых медалей на счету сборной СССР: 34, на втором месте сборная Швеции: 20, на третьем месте сборная Финляндии: 19 медалей.
| Завоёванные олимпийские медали по странам и весовым категориям в греко-римской борьбе | Завоёванные олимпийские медали по странам и весовым категориям в греко-римской борьбе | Завоёванные олимпийские медали по странам и весовым категориям в греко-римской борьбе | Завоёванные олимпийские медали по странам и весовым категориям в греко-римской борьбе | Завоёванные олимпийские медали по странам и весовым категориям в греко-римской борьбе | Завоёванные олимпийские медали по странам и весовым категориям в греко-римской борьбе | Завоёванные олимпийские медали по странам и весовым категориям в греко-римской борьбе | Завоёванные олимпийские медали по странам и весовым категориям в греко-римской борьбе | Завоёванные олимпийские медали по странам и весовым категориям в греко-римской борьбе | Завоёванные олимпийские медали по странам и весовым категориям в греко-римской борьбе | Завоёванные олимпийские медали по странам и весовым категориям в греко-римской борьбе | Завоёванные олимпийские медали по странам и весовым категориям в греко-римской борьбе | Завоёванные олимпийские медали по странам и весовым категориям в греко-римской борьбе | Завоёванные олимпийские медали по странам и весовым категориям в греко-римской борьбе | Завоёванные олимпийские медали по странам и весовым категориям в греко-римской борьбе | Завоёванные олимпийские медали по странам и весовым категориям в греко-римской борьбе | Завоёванные олимпийские медали по странам и весовым категориям в греко-римской борьбе | Завоёванные олимпийские медали по странам и весовым категориям в греко-римской борьбе | Завоёванные олимпийские медали по странам и весовым категориям в греко-римской борьбе | Завоёванные олимпийские медали по странам и весовым категориям в греко-римской борьбе | Завоёванные олимпийские медали по странам и весовым категориям в греко-римской борьбе | Завоёванные олимпийские медали по странам и весовым категориям в греко-римской борьбе | Завоёванные олимпийские медали по странам и весовым категориям в греко-римской борьбе | Завоёванные олимпийские медали по странам и весовым категориям в греко-римской борьбе | Завоёванные олимпийские медали по странам и весовым категориям в греко-римской борьбе | Завоёванные олимпийские медали по странам и весовым категориям в греко-римской борьбе | Завоёванные олимпийские медали по странам и весовым категориям в греко-римской борьбе | Завоёванные олимпийские медали по странам и весовым категориям в греко-римской борьбе | Завоёванные олимпийские медали по странам и весовым категориям в греко-римской борьбе | Завоёванные олимпийские медали по странам и весовым категориям в греко-римской борьбе | Завоёванные олимпийские медали по странам и весовым категориям в греко-римской борьбе | Завоёванные олимпийские медали по странам и весовым категориям в греко-римской борьбе | Завоёванные олимпийские медали по странам и весовым категориям в греко-римской борьбе | Завоёванные олимпийские медали по странам и весовым категориям в греко-римской борьбе |
| Страна                                                                                | 1-й наилегчайший (3)                                                                  | 1-й наилегчайший (3)                                                                  | 1-й наилегчайший (3)                                                                  | Наилегчайший (5)                                                                      | Наилегчайший (5)                                                                      | Наилегчайший (5)                                                                      | Легчайший (8)                                                                         | Легчайший (8)                                                                         | Легчайший (8)                                                                         | Полулёгкий (9)                                                                        | Полулёгкий (9)                                                                        | Полулёгкий (9)                                                                        | Лёгкий (11)                                                                           | Лёгкий (11)                                                                           | Лёгкий (11)                                                                           | Полусредний (9)                                                                       | Полусредний (9)                                                                       | Полусредний (9)                                                                       | Средний (10)                                                                          | Средний (10)                                                                          | Средний (10)                                                                          | Полутяжёлый (12)                                                                      | Полутяжёлый (12)                                                                      | Полутяжёлый (12)                                                                      | Тяжёлый (7)                                                                           | Тяжёлый (7)                                                                           | Тяжёлый (7)                                                                           | Супертяжёлый (4)                                                                      | Супертяжёлый (4)                                                                      | Супертяжёлый (4)                                                                      | Абсолютный (2)                                                                        | Абсолютный (2)                                                                        | Абсолютный (2)                                                                        |
| ------------------------------------------------------------------------------------- | ------------------------------------------------------------------------------------- | ------------------------------------------------------------------------------------- | ------------------------------------------------------------------------------------- | ------------------------------------------------------------------------------------- | ------------------------------------------------------------------------------------- | ------------------------------------------------------------------------------------- | ------------------------------------------------------------------------------------- | ------------------------------------------------------------------------------------- | ------------------------------------------------------------------------------------- | ------------------------------------------------------------------------------------- | ------------------------------------------------------------------------------------- | ------------------------------------------------------------------------------------- | ------------------------------------------------------------------------------------- | ------------------------------------------------------------------------------------- | ------------------------------------------------------------------------------------- | ------------------------------------------------------------------------------------- | ------------------------------------------------------------------------------------- | ------------------------------------------------------------------------------------- | ------------------------------------------------------------------------------------- | ------------------------------------------------------------------------------------- | ------------------------------------------------------------------------------------- | ------------------------------------------------------------------------------------- | ------------------------------------------------------------------------------------- | ------------------------------------------------------------------------------------- | ------------------------------------------------------------------------------------- | ------------------------------------------------------------------------------------- | ------------------------------------------------------------------------------------- | ------------------------------------------------------------------------------------- | ------------------------------------------------------------------------------------- | ------------------------------------------------------------------------------------- | ------------------------------------------------------------------------------------- | ------------------------------------------------------------------------------------- | ------------------------------------------------------------------------------------- |
|                                                                                       |                                                                                       |                                                                                       |                                                                                       |                                                                                       |                                                                                       |                                                                                       |                                                                                       |                                                                                       |                                                                                       |                                                                                       |                                                                                       |                                                                                       |                                                                                       |                                                                                       |                                                                                       |                                                                                       |                                                                                       |                                                                                       |                                                                                       |                                                                                       |                                                                                       |                                                                                       |                                                                                       |                                                                                       |                                                                                       |                                                                                       |                                                                                       |                                                                                       |                                                                                       |                                                                                       |                                                                                       |                                                                                       |                                                                                       |
| Соединённые Штаты Америки                                                             |                                                                                       |                                                                                       |                                                                                       |                                                                                       | 1                                                                                     |                                                                                       |                                                                                       | 1                                                                                     |                                                                                       |                                                                                       |                                                                                       |                                                                                       |                                                                                       |                                                                                       | 2                                                                                     |                                                                                       |                                                                                       |                                                                                       |                                                                                       | 1                                                                                     |                                                                                       | 1                                                                                     |                                                                                       |                                                                                       |                                                                                       | 2                                                                                     | 3                                                                                     | 2                                                                                     | 1                                                                                     | 1                                                                                     |                                                                                       |                                                                                       |                                                                                       |
| Союз Советских Социалистических Республик                                             | 2                                                                                     |                                                                                       |                                                                                       | 4                                                                                     | 1                                                                                     |                                                                                       | 4                                                                                     | 1                                                                                     | 3                                                                                     | 3                                                                                     | 2                                                                                     | 3                                                                                     | 5                                                                                     |                                                                                       | 1                                                                                     | 2                                                                                     | 3                                                                                     |                                                                                       | 3                                                                                     | 3                                                                                     | 1                                                                                     | 3                                                                                     | 3                                                                                     | 2                                                                                     | 4                                                                                     | 3                                                                                     |                                                                                       | 4                                                                                     |                                                                                       |                                                                                       |                                                                                       |                                                                                       |                                                                                       |
| Финляндия                                                                             |                                                                                       |                                                                                       |                                                                                       |                                                                                       |                                                                                       | 2                                                                                     | 1                                                                                     | 1                                                                                     | 2                                                                                     | 4                                                                                     | 3                                                                                     | 2                                                                                     | 5                                                                                     | 2                                                                                     | 4                                                                                     | 1                                                                                     | 2                                                                                     | 2                                                                                     | 4                                                                                     | 4                                                                                     | 3                                                                                     | 2                                                                                     | 6                                                                                     | 2                                                                                     | 2                                                                                     | 3                                                                                     | 2                                                                                     |                                                                                       |                                                                                       |                                                                                       |                                                                                       | 1                                                                                     |                                                                                       |
| Швеция                                                                                |                                                                                       |                                                                                       |                                                                                       |                                                                                       |                                                                                       |                                                                                       | 1                                                                                     | 2                                                                                     | 1                                                                                     |                                                                                       | 3                                                                                     | 3                                                                                     | 2                                                                                     | 2                                                                                     | 3                                                                                     | 3                                                                                     | 2                                                                                     | 4                                                                                     | 6                                                                                     | 1                                                                                     | 3                                                                                     | 5                                                                                     | 4                                                                                     | 3                                                                                     | 3                                                                                     | 2                                                                                     | 2                                                                                     |                                                                                       | 1                                                                                     | 3                                                                                     |                                                                                       |                                                                                       |                                                                                       |
| Болгария                                                                              |                                                                                       |                                                                                       | 3                                                                                     | 2                                                                                     | 1                                                                                     | 1                                                                                     |                                                                                       | 1                                                                                     | 1                                                                                     | 2                                                                                     | 1                                                                                     |                                                                                       |                                                                                       | 1                                                                                     | 1                                                                                     |                                                                                       | 1                                                                                     |                                                                                       | 1                                                                                     | 1                                                                                     | 3                                                                                     | 3                                                                                     | 3                                                                                     |                                                                                       | 1                                                                                     | 1                                                                                     |                                                                                       |                                                                                       | 4                                                                                     |                                                                                       |                                                                                       |                                                                                       |                                                                                       |
| Япония                                                                                |                                                                                       |                                                                                       | 1                                                                                     | 2                                                                                     | 2                                                                                     | 1                                                                                     | 1                                                                                     | 1                                                                                     |                                                                                       |                                                                                       | 1                                                                                     |                                                                                       | 1                                                                                     |                                                                                       | 1                                                                                     |                                                                                       | 1                                                                                     |                                                                                       |                                                                                       |                                                                                       |                                                                                       |                                                                                       |                                                                                       |                                                                                       |                                                                                       |                                                                                       |                                                                                       |                                                                                       |                                                                                       |                                                                                       |                                                                                       |                                                                                       |                                                                                       |
| Турция                                                                                |                                                                                       |                                                                                       |                                                                                       |                                                                                       | 1                                                                                     | 1                                                                                     |                                                                                       |                                                                                       | 1                                                                                     | 4                                                                                     |                                                                                       | 1                                                                                     | 1                                                                                     | 1                                                                                     |                                                                                       | 2                                                                                     | 1                                                                                     |                                                                                       | 1                                                                                     | 1                                                                                     |                                                                                       | 2                                                                                     | 1                                                                                     | 1                                                                                     | 1                                                                                     |                                                                                       | 1                                                                                     |                                                                                       |                                                                                       | 1                                                                                     |                                                                                       |                                                                                       |                                                                                       |
| Венгрия                                                                               |                                                                                       |                                                                                       | 1                                                                                     |                                                                                       | 1                                                                                     |                                                                                       | 4                                                                                     |                                                                                       |                                                                                       | 2                                                                                     | 3                                                                                     | 3                                                                                     | 2                                                                                     | 1                                                                                     | 3                                                                                     | 2                                                                                     | 2                                                                                     | 1                                                                                     | 2                                                                                     | 2                                                                                     | 1                                                                                     | 1                                                                                     | 2                                                                                     | 1                                                                                     | 3                                                                                     |                                                                                       | 2                                                                                     |                                                                                       |                                                                                       |                                                                                       |                                                                                       |                                                                                       |                                                                                       |
| Россия                                                                                |                                                                                       |                                                                                       | 1                                                                                     |                                                                                       |                                                                                       |                                                                                       |                                                                                       |                                                                                       |                                                                                       | 1                                                                                     | 1                                                                                     | 1                                                                                     | 2                                                                                     | 1                                                                                     | 2                                                                                     |                                                                                       |                                                                                       | 1                                                                                     | 2                                                                                     | 1                                                                                     | 1                                                                                     | 2                                                                                     |                                                                                       |                                                                                       | 1                                                                                     | 2                                                                                     |                                                                                       | 2                                                                                     | 2                                                                                     |                                                                                       |                                                                                       |                                                                                       |                                                                                       |
| Иран                                                                                  |                                                                                       | 1                                                                                     |                                                                                       |                                                                                       |                                                                                       | 1                                                                                     |                                                                                       |                                                                                       |                                                                                       | 1                                                                                     |                                                                                       |                                                                                       | 1                                                                                     |                                                                                       |                                                                                       |                                                                                       |                                                                                       |                                                                                       |                                                                                       |                                                                                       |                                                                                       |                                                                                       |                                                                                       |                                                                                       | 1                                                                                     |                                                                                       |                                                                                       |                                                                                       |                                                                                       |                                                                                       |                                                                                       |                                                                                       |                                                                                       |
| Республика Корея                                                                      | 1                                                                                     |                                                                                       |                                                                                       |                                                                                       |                                                                                       | 3                                                                                     | 2                                                                                     |                                                                                       |                                                                                       | 1                                                                                     | 1                                                                                     | 2                                                                                     | 1                                                                                     | 1                                                                                     |                                                                                       | 2                                                                                     |                                                                                       |                                                                                       |                                                                                       |                                                                                       | 1                                                                                     |                                                                                       |                                                                                       |                                                                                       |                                                                                       |                                                                                       |                                                                                       |                                                                                       |                                                                                       |                                                                                       |                                                                                       |                                                                                       |                                                                                       |
| Германия                                                                              |                                                                                       |                                                                                       |                                                                                       |                                                                                       |                                                                                       |                                                                                       | 2                                                                                     | 1                                                                                     | 1                                                                                     |                                                                                       | 2                                                                                     |                                                                                       |                                                                                       | 1                                                                                     | 1                                                                                     |                                                                                       | 2                                                                                     |                                                                                       | 4                                                                                     | 1                                                                                     | 1                                                                                     | 1                                                                                     | 1                                                                                     | 2                                                                                     |                                                                                       | 3                                                                                     | 3                                                                                     |                                                                                       |                                                                                       |                                                                                       | 1                                                                                     |                                                                                       |                                                                                       |
| Румыния                                                                               | 1                                                                                     | 2                                                                                     |                                                                                       | 1                                                                                     | 1                                                                                     | 1                                                                                     |                                                                                       | 2                                                                                     | 2                                                                                     |                                                                                       |                                                                                       | 1                                                                                     | 1                                                                                     | 2                                                                                     |                                                                                       |                                                                                       |                                                                                       | 1                                                                                     | 1                                                                                     |                                                                                       | 1                                                                                     |                                                                                       | 1                                                                                     | 2                                                                                     | 2                                                                                     |                                                                                       | 1                                                                                     |                                                                                       |                                                                                       |                                                                                       |                                                                                       |                                                                                       |                                                                                       |
| Польша                                                                                |                                                                                       | 1                                                                                     |                                                                                       |                                                                                       |                                                                                       |                                                                                       |                                                                                       | 1                                                                                     |                                                                                       | 2                                                                                     |                                                                                       | 1                                                                                     | 1                                                                                     | 1                                                                                     |                                                                                       |                                                                                       | 1                                                                                     | 2                                                                                     |                                                                                       | 2                                                                                     |                                                                                       |                                                                                       | 1                                                                                     | 3                                                                                     | 2                                                                                     | 1                                                                                     | 1                                                                                     |                                                                                       |                                                                                       |                                                                                       |                                                                                       |                                                                                       |                                                                                       |
| Италия                                                                                | 2                                                                                     | 1                                                                                     |                                                                                       | 1                                                                                     | 2                                                                                     | 1                                                                                     |                                                                                       | 1                                                                                     | 1                                                                                     | 1                                                                                     |                                                                                       | 1                                                                                     | 1                                                                                     |                                                                                       | 1                                                                                     |                                                                                       |                                                                                       | 1                                                                                     |                                                                                       |                                                                                       | 1                                                                                     | 1                                                                                     |                                                                                       | 1                                                                                     |                                                                                       |                                                                                       | 2                                                                                     |                                                                                       |                                                                                       |                                                                                       |                                                                                       |                                                                                       |                                                                                       |
| Куба                                                                                  |                                                                                       |                                                                                       | 1                                                                                     |                                                                                       |                                                                                       |                                                                                       |                                                                                       | 1                                                                                     |                                                                                       |                                                                                       | 1                                                                                     | 1                                                                                     |                                                                                       | 2                                                                                     |                                                                                       | 2                                                                                     |                                                                                       |                                                                                       |                                                                                       |                                                                                       |                                                                                       |                                                                                       |                                                                                       |                                                                                       | 1                                                                                     |                                                                                       |                                                                                       | 2                                                                                     |                                                                                       |                                                                                       |                                                                                       |                                                                                       |                                                                                       |
| Франция                                                                               |                                                                                       |                                                                                       |                                                                                       |                                                                                       |                                                                                       | 1                                                                                     |                                                                                       |                                                                                       |                                                                                       |                                                                                       | 1                                                                                     |                                                                                       | 1                                                                                     | 1                                                                                     | 2                                                                                     |                                                                                       |                                                                                       | 1                                                                                     |                                                                                       |                                                                                       |                                                                                       | 1                                                                                     |                                                                                       |                                                                                       | 1                                                                                     |                                                                                       |                                                                                       |                                                                                       |                                                                                       |                                                                                       |                                                                                       |                                                                                       |                                                                                       |
| Великобритания                                                                        |                                                                                       |                                                                                       |                                                                                       |                                                                                       |                                                                                       |                                                                                       |                                                                                       |                                                                                       |                                                                                       |                                                                                       |                                                                                       |                                                                                       |                                                                                       |                                                                                       |                                                                                       |                                                                                       |                                                                                       |                                                                                       |                                                                                       |                                                                                       |                                                                                       |                                                                                       |                                                                                       |                                                                                       |                                                                                       |                                                                                       |                                                                                       |                                                                                       |                                                                                       |                                                                                       |                                                                                       |                                                                                       |                                                                                       |
| Объединённая команда                                                                  | 1                                                                                     |                                                                                       |                                                                                       |                                                                                       | 1                                                                                     |                                                                                       |                                                                                       |                                                                                       |                                                                                       |                                                                                       | 1                                                                                     |                                                                                       |                                                                                       | 1                                                                                     |                                                                                       | 1                                                                                     |                                                                                       |                                                                                       |                                                                                       |                                                                                       | 1                                                                                     |                                                                                       |                                                                                       | 1                                                                                     |                                                                                       |                                                                                       | 1                                                                                     | 1                                                                                     |                                                                                       |                                                                                       |                                                                                       |                                                                                       |                                                                                       |
| Югославия                                                                             |                                                                                       |                                                                                       |                                                                                       |                                                                                       |                                                                                       |                                                                                       |                                                                                       | 1                                                                                     |                                                                                       |                                                                                       |                                                                                       | 1                                                                                     | 1                                                                                     | 2                                                                                     |                                                                                       |                                                                                       |                                                                                       |                                                                                       | 2                                                                                     |                                                                                       | 2                                                                                     |                                                                                       | 1                                                                                     |                                                                                       |                                                                                       |                                                                                       | 1                                                                                     |                                                                                       | 1                                                                                     |                                                                                       |                                                                                       |                                                                                       |                                                                                       |
| Канада                                                                                |                                                                                       |                                                                                       |                                                                                       |                                                                                       |                                                                                       |                                                                                       |                                                                                       |                                                                                       |                                                                                       |                                                                                       |                                                                                       |                                                                                       |                                                                                       |                                                                                       |                                                                                       |                                                                                       |                                                                                       |                                                                                       |                                                                                       |                                                                                       |                                                                                       |                                                                                       |                                                                                       |                                                                                       |                                                                                       |                                                                                       |                                                                                       |                                                                                       |                                                                                       |                                                                                       |                                                                                       |                                                                                       |                                                                                       |
| Швейцария                                                                             |                                                                                       |                                                                                       |                                                                                       |                                                                                       |                                                                                       |                                                                                       |                                                                                       |                                                                                       | 1                                                                                     |                                                                                       |                                                                                       |                                                                                       |                                                                                       |                                                                                       |                                                                                       |                                                                                       |                                                                                       |                                                                                       |                                                                                       |                                                                                       |                                                                                       |                                                                                       |                                                                                       |                                                                                       |                                                                                       |                                                                                       |                                                                                       |                                                                                       |                                                                                       |                                                                                       |                                                                                       |                                                                                       |                                                                                       |
| Грузия                                                                                |                                                                                       |                                                                                       |                                                                                       |                                                                                       |                                                                                       |                                                                                       |                                                                                       |                                                                                       |                                                                                       |                                                                                       |                                                                                       |                                                                                       |                                                                                       | 1                                                                                     | 1                                                                                     |                                                                                       |                                                                                       | 1                                                                                     | 1                                                                                     |                                                                                       |                                                                                       |                                                                                       |                                                                                       | 1                                                                                     |                                                                                       | 1                                                                                     |                                                                                       |                                                                                       |                                                                                       |                                                                                       |                                                                                       |                                                                                       |                                                                                       |
| Чехословакия                                                                          |                                                                                       |                                                                                       |                                                                                       |                                                                                       |                                                                                       | 1                                                                                     |                                                                                       | 1                                                                                     |                                                                                       |                                                                                       |                                                                                       |                                                                                       |                                                                                       | 1                                                                                     | 1                                                                                     | 1                                                                                     | 1                                                                                     |                                                                                       |                                                                                       | 1                                                                                     |                                                                                       |                                                                                       |                                                                                       |                                                                                       |                                                                                       | 2                                                                                     | 2                                                                                     |                                                                                       |                                                                                       |                                                                                       |                                                                                       |                                                                                       |                                                                                       |
| Азербайджан                                                                           |                                                                                       |                                                                                       |                                                                                       |                                                                                       |                                                                                       |                                                                                       |                                                                                       |                                                                                       |                                                                                       |                                                                                       | 2                                                                                     |                                                                                       |                                                                                       | 1                                                                                     |                                                                                       | 1                                                                                     |                                                                                       |                                                                                       |                                                                                       |                                                                                       | 1                                                                                     |                                                                                       |                                                                                       |                                                                                       |                                                                                       |                                                                                       |                                                                                       |                                                                                       |                                                                                       |                                                                                       |                                                                                       |                                                                                       |                                                                                       |
| Украина                                                                               |                                                                                       |                                                                                       |                                                                                       |                                                                                       |                                                                                       | 1                                                                                     |                                                                                       |                                                                                       |                                                                                       |                                                                                       |                                                                                       |                                                                                       |                                                                                       |                                                                                       |                                                                                       |                                                                                       |                                                                                       | 1                                                                                     |                                                                                       |                                                                                       |                                                                                       | 1                                                                                     |                                                                                       |                                                                                       |                                                                                       | 1                                                                                     |                                                                                       |                                                                                       |                                                                                       |                                                                                       |                                                                                       |                                                                                       |                                                                                       |
| Казахстан                                                                             |                                                                                       |                                                                                       |                                                                                       |                                                                                       |                                                                                       |                                                                                       | 1                                                                                     |                                                                                       |                                                                                       |                                                                                       |                                                                                       |                                                                                       |                                                                                       |                                                                                       | 1                                                                                     |                                                                                       |                                                                                       | 1                                                                                     |                                                                                       |                                                                                       |                                                                                       |                                                                                       |                                                                                       | 1                                                                                     |                                                                                       |                                                                                       | 1                                                                                     |                                                                                       | 1                                                                                     |                                                                                       |                                                                                       |                                                                                       |                                                                                       |
| Дания                                                                                 |                                                                                       |                                                                                       |                                                                                       |                                                                                       |                                                                                       |                                                                                       |                                                                                       |                                                                                       |                                                                                       |                                                                                       |                                                                                       |                                                                                       |                                                                                       | 2                                                                                     |                                                                                       |                                                                                       |                                                                                       | 1                                                                                     |                                                                                       |                                                                                       | 2                                                                                     |                                                                                       |                                                                                       | 2                                                                                     | 1                                                                                     | 1                                                                                     | 2                                                                                     |                                                                                       |                                                                                       |                                                                                       | 1                                                                                     |                                                                                       |                                                                                       |
| Эстония                                                                               |                                                                                       |                                                                                       |                                                                                       |                                                                                       |                                                                                       |                                                                                       | 1                                                                                     |                                                                                       |                                                                                       | 1                                                                                     |                                                                                       |                                                                                       |                                                                                       |                                                                                       | 1                                                                                     |                                                                                       |                                                                                       |                                                                                       |                                                                                       |                                                                                       | 2                                                                                     |                                                                                       |                                                                                       | 1                                                                                     | 1                                                                                     |                                                                                       |                                                                                       |                                                                                       | 1                                                                                     |                                                                                       |                                                                                       |                                                                                       |                                                                                       |
| Греция                                                                                |                                                                                       |                                                                                       |                                                                                       |                                                                                       |                                                                                       |                                                                                       |                                                                                       |                                                                                       | 2                                                                                     | 1                                                                                     |                                                                                       | 1                                                                                     |                                                                                       |                                                                                       | 1                                                                                     |                                                                                       | 1                                                                                     |                                                                                       |                                                                                       | 1                                                                                     |                                                                                       |                                                                                       |                                                                                       |                                                                                       |                                                                                       |                                                                                       |                                                                                       |                                                                                       |                                                                                       |                                                                                       |                                                                                       | 1                                                                                     | 1                                                                                     |
| Корейская Народно-Демократическая Республика                                          |                                                                                       |                                                                                       |                                                                                       |                                                                                       |                                                                                       |                                                                                       |                                                                                       |                                                                                       | 1                                                                                     |                                                                                       |                                                                                       |                                                                                       |                                                                                       |                                                                                       |                                                                                       |                                                                                       |                                                                                       |                                                                                       |                                                                                       |                                                                                       |                                                                                       |                                                                                       |                                                                                       |                                                                                       |                                                                                       |                                                                                       |                                                                                       |                                                                                       |                                                                                       |                                                                                       |                                                                                       |                                                                                       |                                                                                       |
| Федеративная Республика Германии (1949—1990)                                          |                                                                                       | 1                                                                                     |                                                                                       |                                                                                       |                                                                                       |                                                                                       | 1                                                                                     | 1                                                                                     |                                                                                       |                                                                                       |                                                                                       |                                                                                       |                                                                                       |                                                                                       |                                                                                       |                                                                                       |                                                                                       | 1                                                                                     |                                                                                       |                                                                                       |                                                                                       |                                                                                       |                                                                                       |                                                                                       |                                                                                       | 1                                                                                     |                                                                                       |                                                                                       |                                                                                       |                                                                                       |                                                                                       |                                                                                       |                                                                                       |
| Монголия                                                                              |                                                                                       |                                                                                       |                                                                                       |                                                                                       |                                                                                       |                                                                                       |                                                                                       |                                                                                       |                                                                                       |                                                                                       |                                                                                       |                                                                                       |                                                                                       |                                                                                       |                                                                                       |                                                                                       |                                                                                       |                                                                                       |                                                                                       |                                                                                       |                                                                                       |                                                                                       |                                                                                       |                                                                                       |                                                                                       |                                                                                       |                                                                                       |                                                                                       |                                                                                       |                                                                                       |                                                                                       |                                                                                       |                                                                                       |
| Китай                                                                                 |                                                                                       |                                                                                       |                                                                                       |                                                                                       |                                                                                       |                                                                                       |                                                                                       |                                                                                       | 2                                                                                     |                                                                                       |                                                                                       | 1                                                                                     |                                                                                       |                                                                                       |                                                                                       |                                                                                       |                                                                                       |                                                                                       |                                                                                       | 1                                                                                     |                                                                                       |                                                                                       |                                                                                       |                                                                                       |                                                                                       |                                                                                       |                                                                                       |                                                                                       |                                                                                       |                                                                                       |                                                                                       |                                                                                       |                                                                                       |
| Беларусь                                                                              |                                                                                       | 1                                                                                     |                                                                                       |                                                                                       |                                                                                       |                                                                                       |                                                                                       |                                                                                       |                                                                                       |                                                                                       |                                                                                       |                                                                                       |                                                                                       |                                                                                       |                                                                                       |                                                                                       |                                                                                       | 1                                                                                     |                                                                                       |                                                                                       | 1                                                                                     |                                                                                       |                                                                                       | 1                                                                                     |                                                                                       | 1                                                                                     |                                                                                       |                                                                                       |                                                                                       | 1                                                                                     |                                                                                       |                                                                                       |                                                                                       |
| Узбекистан                                                                            |                                                                                       |                                                                                       |                                                                                       |                                                                                       |                                                                                       |                                                                                       |                                                                                       |                                                                                       |                                                                                       |                                                                                       |                                                                                       |                                                                                       |                                                                                       |                                                                                       |                                                                                       |                                                                                       |                                                                                       |                                                                                       | 1                                                                                     |                                                                                       |                                                                                       |                                                                                       |                                                                                       |                                                                                       |                                                                                       |                                                                                       |                                                                                       |                                                                                       |                                                                                       |                                                                                       |                                                                                       |                                                                                       |                                                                                       |
| Норвегия                                                                              |                                                                                       |                                                                                       |                                                                                       | 2                                                                                     |                                                                                       |                                                                                       |                                                                                       |                                                                                       |                                                                                       |                                                                                       |                                                                                       |                                                                                       |                                                                                       | 1                                                                                     | 1                                                                                     |                                                                                       |                                                                                       |                                                                                       |                                                                                       |                                                                                       |                                                                                       |                                                                                       |                                                                                       |                                                                                       |                                                                                       |                                                                                       |                                                                                       |                                                                                       |                                                                                       |                                                                                       |                                                                                       |                                                                                       |                                                                                       |
| Германская Демократическая Республика                                                 |                                                                                       |                                                                                       |                                                                                       |                                                                                       |                                                                                       |                                                                                       |                                                                                       |                                                                                       |                                                                                       |                                                                                       | 1                                                                                     |                                                                                       |                                                                                       |                                                                                       | 1                                                                                     | 1                                                                                     |                                                                                       |                                                                                       | 1                                                                                     |                                                                                       |                                                                                       |                                                                                       |                                                                                       |                                                                                       |                                                                                       |                                                                                       |                                                                                       |                                                                                       |                                                                                       |                                                                                       |                                                                                       |                                                                                       |                                                                                       |
| Египет                                                                                |                                                                                       |                                                                                       |                                                                                       |                                                                                       |                                                                                       |                                                                                       |                                                                                       | 1                                                                                     |                                                                                       |                                                                                       |                                                                                       | 1                                                                                     |                                                                                       |                                                                                       |                                                                                       |                                                                                       |                                                                                       |                                                                                       |                                                                                       |                                                                                       |                                                                                       | 1                                                                                     | 1                                                                                     | 1                                                                                     | 1                                                                                     |                                                                                       |                                                                                       |                                                                                       |                                                                                       |                                                                                       |                                                                                       |                                                                                       |                                                                                       |
| Австрия                                                                               |                                                                                       |                                                                                       |                                                                                       |                                                                                       |                                                                                       |                                                                                       |                                                                                       |                                                                                       |                                                                                       |                                                                                       |                                                                                       |                                                                                       | 1                                                                                     |                                                                                       |                                                                                       |                                                                                       |                                                                                       |                                                                                       |                                                                                       | 1                                                                                     |                                                                                       |                                                                                       |                                                                                       |                                                                                       |                                                                                       | 1                                                                                     | 1                                                                                     |                                                                                       |                                                                                       |                                                                                       |                                                                                       |                                                                                       | 1                                                                                     |
| Армения                                                                               |                                                                                       |                                                                                       |                                                                                       | 1                                                                                     |                                                                                       |                                                                                       |                                                                                       |                                                                                       |                                                                                       |                                                                                       |                                                                                       | 1                                                                                     |                                                                                       |                                                                                       |                                                                                       |                                                                                       |                                                                                       |                                                                                       | 1                                                                                     |                                                                                       | 1                                                                                     |                                                                                       |                                                                                       |                                                                                       |                                                                                       |                                                                                       | 1                                                                                     |                                                                                       |                                                                                       | 1                                                                                     |                                                                                       |                                                                                       |                                                                                       |
| Бельгия                                                                               |                                                                                       |                                                                                       |                                                                                       |                                                                                       |                                                                                       |                                                                                       |                                                                                       |                                                                                       |                                                                                       |                                                                                       |                                                                                       |                                                                                       |                                                                                       |                                                                                       |                                                                                       |                                                                                       |                                                                                       |                                                                                       |                                                                                       |                                                                                       |                                                                                       |                                                                                       |                                                                                       |                                                                                       |                                                                                       |                                                                                       |                                                                                       |                                                                                       |                                                                                       |                                                                                       |                                                                                       |                                                                                       |                                                                                       |
| Индия                                                                                 |                                                                                       |                                                                                       |                                                                                       |                                                                                       |                                                                                       |                                                                                       |                                                                                       |                                                                                       |                                                                                       |                                                                                       |                                                                                       |                                                                                       |                                                                                       |                                                                                       |                                                                                       |                                                                                       |                                                                                       |                                                                                       |                                                                                       |                                                                                       |                                                                                       |                                                                                       |                                                                                       |                                                                                       |                                                                                       |                                                                                       |                                                                                       |                                                                                       |                                                                                       |                                                                                       |                                                                                       |                                                                                       |                                                                                       |
| Ливан                                                                                 |                                                                                       |                                                                                       |                                                                                       |                                                                                       | 1                                                                                     |                                                                                       |                                                                                       |                                                                                       |                                                                                       |                                                                                       |                                                                                       |                                                                                       |                                                                                       |                                                                                       | 1                                                                                     |                                                                                       |                                                                                       |                                                                                       |                                                                                       |                                                                                       |                                                                                       |                                                                                       |                                                                                       |                                                                                       |                                                                                       |                                                                                       | 1                                                                                     |                                                                                       |                                                                                       |                                                                                       |                                                                                       |                                                                                       |                                                                                       |
| Австралия                                                                             |                                                                                       |                                                                                       |                                                                                       |                                                                                       |                                                                                       |                                                                                       |                                                                                       |                                                                                       |                                                                                       |                                                                                       |                                                                                       |                                                                                       |                                                                                       |                                                                                       |                                                                                       |                                                                                       |                                                                                       |                                                                                       |                                                                                       |                                                                                       |                                                                                       |                                                                                       |                                                                                       |                                                                                       |                                                                                       |                                                                                       |                                                                                       |                                                                                       |                                                                                       |                                                                                       |                                                                                       |                                                                                       |                                                                                       |
| Кыргызстан                                                                            |                                                                                       |                                                                                       |                                                                                       |                                                                                       |                                                                                       |                                                                                       |                                                                                       |                                                                                       |                                                                                       |                                                                                       |                                                                                       |                                                                                       |                                                                                       |                                                                                       | 1                                                                                     |                                                                                       | 1                                                                                     |                                                                                       |                                                                                       |                                                                                       |                                                                                       |                                                                                       |                                                                                       |                                                                                       |                                                                                       |                                                                                       |                                                                                       |                                                                                       |                                                                                       |                                                                                       |                                                                                       |                                                                                       |                                                                                       |
| Литва                                                                                 |                                                                                       |                                                                                       |                                                                                       |                                                                                       |                                                                                       |                                                                                       |                                                                                       |                                                                                       |                                                                                       |                                                                                       |                                                                                       |                                                                                       |                                                                                       |                                                                                       |                                                                                       |                                                                                       |                                                                                       |                                                                                       |                                                                                       |                                                                                       | 1                                                                                     |                                                                                       |                                                                                       |                                                                                       |                                                                                       |                                                                                       |                                                                                       |                                                                                       |                                                                                       | 1                                                                                     |                                                                                       |                                                                                       |                                                                                       |
| Колумбия                                                                              |                                                                                       |                                                                                       |                                                                                       |                                                                                       |                                                                                       |                                                                                       |                                                                                       |                                                                                       |                                                                                       |                                                                                       |                                                                                       |                                                                                       |                                                                                       |                                                                                       |                                                                                       |                                                                                       |                                                                                       |                                                                                       |                                                                                       |                                                                                       |                                                                                       |                                                                                       |                                                                                       |                                                                                       |                                                                                       |                                                                                       |                                                                                       |                                                                                       |                                                                                       |                                                                                       |                                                                                       |                                                                                       |                                                                                       |
| Таджикистан                                                                           |                                                                                       |                                                                                       |                                                                                       |                                                                                       |                                                                                       |                                                                                       |                                                                                       |                                                                                       |                                                                                       |                                                                                       |                                                                                       |                                                                                       |                                                                                       |                                                                                       |                                                                                       |                                                                                       |                                                                                       |                                                                                       |                                                                                       |                                                                                       |                                                                                       |                                                                                       |                                                                                       |                                                                                       |                                                                                       |                                                                                       |                                                                                       |                                                                                       |                                                                                       |                                                                                       |                                                                                       |                                                                                       |                                                                                       |
| Мексика                                                                               |                                                                                       |                                                                                       |                                                                                       |                                                                                       | 1                                                                                     |                                                                                       |                                                                                       |                                                                                       |                                                                                       |                                                                                       |                                                                                       |                                                                                       |                                                                                       |                                                                                       |                                                                                       |                                                                                       |                                                                                       |                                                                                       |                                                                                       |                                                                                       |                                                                                       |                                                                                       |                                                                                       |                                                                                       |                                                                                       |                                                                                       |                                                                                       |                                                                                       |                                                                                       |                                                                                       |                                                                                       |                                                                                       |                                                                                       |
| Сирия                                                                                 |                                                                                       |                                                                                       |                                                                                       |                                                                                       |                                                                                       |                                                                                       |                                                                                       |                                                                                       |                                                                                       |                                                                                       |                                                                                       |                                                                                       |                                                                                       |                                                                                       |                                                                                       |                                                                                       |                                                                                       |                                                                                       |                                                                                       |                                                                                       |                                                                                       |                                                                                       |                                                                                       |                                                                                       |                                                                                       |                                                                                       |                                                                                       |                                                                                       |                                                                                       |                                                                                       |                                                                                       |                                                                                       |                                                                                       |
| Объединённая Арабская Республика                                                      |                                                                                       |                                                                                       |                                                                                       |                                                                                       | 1                                                                                     |                                                                                       |                                                                                       |                                                                                       |                                                                                       |                                                                                       |                                                                                       |                                                                                       |                                                                                       |                                                                                       |                                                                                       |                                                                                       |                                                                                       |                                                                                       |                                                                                       |                                                                                       |                                                                                       |                                                                                       |                                                                                       |                                                                                       |                                                                                       |                                                                                       |                                                                                       |                                                                                       |                                                                                       |                                                                                       |                                                                                       |                                                                                       |                                                                                       |
| Латвия                                                                                |                                                                                       |                                                                                       |                                                                                       |                                                                                       |                                                                                       |                                                                                       |                                                                                       |                                                                                       |                                                                                       |                                                                                       |                                                                                       |                                                                                       |                                                                                       |                                                                                       |                                                                                       |                                                                                       |                                                                                       |                                                                                       |                                                                                       |                                                                                       |                                                                                       |                                                                                       | 1                                                                                     |                                                                                       |                                                                                       |                                                                                       |                                                                                       |                                                                                       |                                                                                       |                                                                                       |                                                                                       |                                                                                       |                                                                                       |
| Пуэрто-Рико                                                                           |                                                                                       |                                                                                       |                                                                                       |                                                                                       |                                                                                       |                                                                                       |                                                                                       |                                                                                       |                                                                                       |                                                                                       |                                                                                       |                                                                                       |                                                                                       |                                                                                       |                                                                                       |                                                                                       |                                                                                       |                                                                                       |                                                                                       |                                                                                       |                                                                                       |                                                                                       |                                                                                       |                                                                                       |                                                                                       |                                                                                       |                                                                                       |                                                                                       |                                                                                       |                                                                                       |                                                                                       |                                                                                       |                                                                                       |
| Испания                                                                               |                                                                                       |                                                                                       |                                                                                       |                                                                                       |                                                                                       |                                                                                       |                                                                                       |                                                                                       |                                                                                       |                                                                                       |                                                                                       |                                                                                       |                                                                                       |                                                                                       |                                                                                       |                                                                                       |                                                                                       |                                                                                       |                                                                                       |                                                                                       |                                                                                       |                                                                                       |                                                                                       |                                                                                       |                                                                                       |                                                                                       |                                                                                       |                                                                                       |                                                                                       |                                                                                       |                                                                                       |                                                                                       |                                                                                       |
| Словакия                                                                              |                                                                                       |                                                                                       |                                                                                       |                                                                                       |                                                                                       |                                                                                       |                                                                                       |                                                                                       |                                                                                       |                                                                                       |                                                                                       |                                                                                       |                                                                                       |                                                                                       |                                                                                       |                                                                                       |                                                                                       |                                                                                       |                                                                                       |                                                                                       |                                                                                       |                                                                                       |                                                                                       |                                                                                       |                                                                                       |                                                                                       |                                                                                       |                                                                                       |                                                                                       |                                                                                       |                                                                                       |                                                                                       |                                                                                       |
| Пакистан                                                                              |                                                                                       |                                                                                       |                                                                                       |                                                                                       |                                                                                       |                                                                                       |                                                                                       |                                                                                       |                                                                                       |                                                                                       |                                                                                       |                                                                                       |                                                                                       |                                                                                       |                                                                                       |                                                                                       |                                                                                       |                                                                                       |                                                                                       |                                                                                       |                                                                                       |                                                                                       |                                                                                       |                                                                                       |                                                                                       |                                                                                       |                                                                                       |                                                                                       |                                                                                       |                                                                                       |                                                                                       |                                                                                       |                                                                                       |
| Флаг Северной Македонии                                                               |                                                                                       |                                                                                       |                                                                                       |                                                                                       |                                                                                       |                                                                                       |                                                                                       |                                                                                       |                                                                                       |                                                                                       |                                                                                       |                                                                                       |                                                                                       |                                                                                       |                                                                                       |                                                                                       |                                                                                       |                                                                                       |                                                                                       |                                                                                       |                                                                                       |                                                                                       |                                                                                       |                                                                                       |                                                                                       |                                                                                       |                                                                                       |                                                                                       |                                                                                       |                                                                                       |                                                                                       |                                                                                       |                                                                                       |
| Молдова                                                                               |                                                                                       |                                                                                       |                                                                                       |                                                                                       |                                                                                       |                                                                                       |                                                                                       |                                                                                       |                                                                                       |                                                                                       |                                                                                       |                                                                                       |                                                                                       |                                                                                       |                                                                                       |                                                                                       |                                                                                       |                                                                                       |                                                                                       |                                                                                       |                                                                                       |                                                                                       |                                                                                       |                                                                                       |                                                                                       |                                                                                       |                                                                                       |                                                                                       |                                                                                       | 1                                                                                     |                                                                                       |                                                                                       |                                                                                       |
| (11) — страна, завоевавшая наибольшее количество медалей в общем в весовой категории  |                                                                                       |                                                                                       |                                                                                       |                                                                                       |                                                                                       |                                                                                       |                                                                                       |                                                                                       |                                                                                       |                                                                                       |                                                                                       |                                                                                       |                                                                                       |                                                                                       |                                                                                       |                                                                                       |                                                                                       |                                                                                       |                                                                                       |                                                                                       |                                                                                       |                                                                                       |                                                                                       |                                                                                       |                                                                                       |                                                                                       |                                                                                       |                                                                                       |                                                                                       |                                                                                       |                                                                                       |                                                                                       |                                                                                       |
| 3' — страна, завоевавшая наибольшее количество золотых медалей в весовой категории    |                                                                                       |                                                                                       |                                                                                       |                                                                                       |                                                                                       |                                                                                       |                                                                                       |                                                                                       |                                                                                       |                                                                                       |                                                                                       |                                                                                       |                                                                                       |                                                                                       |                                                                                       |                                                                                       |                                                                                       |                                                                                       |                                                                                       |                                                                                       |                                                                                       |                                                                                       |                                                                                       |                                                                                       |                                                                                       |                                                                                       |                                                                                       |                                                                                       |                                                                                       |                                                                                       |                                                                                       |                                                                                       |                                                                                       |
| 3 — страна, завоевавшая наибольшее количество серебряных медалей в весовой категории  |                                                                                       |                                                                                       |                                                                                       |                                                                                       |                                                                                       |                                                                                       |                                                                                       |                                                                                       |                                                                                       |                                                                                       |                                                                                       |                                                                                       |                                                                                       |                                                                                       |                                                                                       |                                                                                       |                                                                                       |                                                                                       |                                                                                       |                                                                                       |                                                                                       |                                                                                       |                                                                                       |                                                                                       |                                                                                       |                                                                                       |                                                                                       |                                                                                       |                                                                                       |                                                                                       |                                                                                       |                                                                                       |                                                                                       |
| 3 — страна, завоевавшая наибольшее количество бронзовых медалей в весовой категории   |                                                                                       |                                                                                       |                                                                                       |                                                                                       |                                                                                       |                                                                                       |                                                                                       |                                                                                       |                                                                                       |                                                                                       |                                                                                       |                                                                                       |                                                                                       |                                                                                       |                                                                                       |                                                                                       |                                                                                       |                                                                                       |                                                                                       |                                                                                       |                                                                                       |                                                                                       |                                                                                       |                                                                                       |                                                                                       |                                                                                       |                                                                                       |                                                                                       |                                                                                       |                                                                                       |                                                                                       |                                                                                       |                                                                                       |
| — страна не завоевала медалей в весовой категории                                     |                                                                                       |                                                                                       |                                                                                       |                                                                                       |                                                                                       |                                                                                       |                                                                                       |                                                                                       |                                                                                       |                                                                                       |                                                                                       |                                                                                       |                                                                                       |                                                                                       |                                                                                       |                                                                                       |                                                                                       |                                                                                       |                                                                                       |                                                                                       |                                                                                       |                                                                                       |                                                                                       |                                                                                       |                                                                                       |                                                                                       |                                                                                       |                                                                                       |                                                                                       |                                                                                       |                                                                                       |                                                                                       |                                                                                       |
| — страна не выступала в весовой категории                                             |                                                                                       |                                                                                       |                                                                                       |                                                                                       |                                                                                       |                                                                                       |                                                                                       |                                                                                       |                                                                                       |                                                                                       |                                                                                       |                                                                                       |                                                                                       |                                                                                       |                                                                                       |                                                                                       |                                                                                       |                                                                                       |                                                                                       |                                                                                       |                                                                                       |                                                                                       |                                                                                       |                                                                                       |                                                                                       |                                                                                       |                                                                                       |                                                                                       |                                                                                       |                                                                                       |                                                                                       |                                                                                       |                                                                                       |

## Аннотация
В списке приводятся олимпийские награды каждого призёра соревнований по борьбе, включая вольную борьбу — некоторые спортсмены вплоть до 1980-х годов принимали участие в двух видах программы. Также приводятся сведения об участии каждого спортсмена в Олимпийских играх в случае, если он не попадал в число призёров.

## 1896
На Олимпийских играх 1896 года соревнования по борьбе проводились в основном по правилам греко-римской борьбы. Вместе с тем, были разрешены некоторые действия ногами. Деления по весовым категориям не было. В соревнованиях принимали участие лишь пять борцов.
| Призёры Олимпийских игр 1896 года | Призёры Олимпийских игр 1896 года | Призёры Олимпийских игр 1896 года | Призёры Олимпийских игр 1896 года |
| --------------------------------- | --------------------------------- | --------------------------------- | --------------------------------- |
| Вес                               | Золото                            | Серебро                           | Бронза                            |
| Абсолютная категория              | Карл Шуман                        | Георгиос Цитас                    | Стефанос Христопулос              |

## 1906
В 1900 году борьбы вообще не было в программе Олимпийских игр, в 1904 году соревнования проводились лишь по вольной борьбе.
На внеочередных Олимпийских играх 1896 года проводились соревнования только по греко-римской борьбе. Участники были разделены по четырём весовым категориям; при этом в абсолютной категории боролись победители в лёгком, среднем и тяжёлом весах. В соревнованиях принимали участие 36 борцов.
| Призёры внеочередных Олимпийских игр 1906 года | Призёры внеочередных Олимпийских игр 1906 года | Призёры внеочередных Олимпийских игр 1906 года | Призёры внеочередных Олимпийских игр 1906 года |
| ---------------------------------------------- | ---------------------------------------------- | ---------------------------------------------- | ---------------------------------------------- |
| Вес                                            | Золото                                         | Серебро                                        | Бронза                                         |
| Лёгкий вес                                     | Рудольф Ватцль                                 | Карл Карлсен                                   | Ференц Холубан                                 |
| Средний вес                                    | Вернер Векман                                  | Рудольф Линдмайер                              | Роберт Беренс                                  |
| Тяжёлый вес                                    | Сёрен Йенсен                                   | Анри Баур                                      | Марсель Дюбуа                                  |
| Абсолютная категория                           | Сёрен Йенсен                                   | Вернер Векман                                  | Рудольф Ватцль                                 |

## 1908
На Олимпийских играх 1908 года участники были разделены по четырём весовым категориям. В соревнованиях принимали участие 74 борца из 13 стран мира. Фаворитами соревнований стали финские и шведские борцы. Финляндия завоевала три медали всех достоинств, Швеция завоевала золотую и серебряную медали. Также успеха добилась сборная Дании, завоевав три бронзовые медали. Российские борцы завоевали два вторых места. Также одно первое место досталось Италии.
| Призёры Олимпийских игр 1908 года | Призёры Олимпийских игр 1908 года | Призёры Олимпийских игр 1908 года | Призёры Олимпийских игр 1908 года |
| --------------------------------- | --------------------------------- | --------------------------------- | --------------------------------- |
| Вес                               | Золото                            | Серебро                           | Бронза                            |
| Лёгкий вес                        | Энрико Порро                      | Николай Орлов                     | Арво Линден                       |
| Средний вес                       | Фритьоф Мортенссон                | Мауриц Андерссон                  | Андерс Андерсен                   |
| Полутяжёлый вес                   | Вернер Векман                     | Юрьё Саарела                      | Карл Йенсен                       |
| Тяжёлый вес                       | Рихард Вейс                       | Александр Петров                  | Сёрен Йенсен                      |

## 1912
На Олимпийских играх 1912 года проводились соревнования только по греко-римской борьбе. Участники были разделены по пяти весовым категориям. В соревнованиях принимали участие 170 борцов из 18 стран мира. И вновь фаворитами остались финские и шведские борцы. Финляндия завоевала три золотые, две серебряные и две бронзовые медали, Швеция завоевала одну золотую, две серебряные и одну бронзовую медали. Российские борцы завоевали одну серебряную медаль. Впервые в числе призёров оказались представители Германии и Венгрии. В одной из весовых категорий были вручены две серебряные награды и ни одной золотой, поскольку 9-часовой финальный поединок не выявил победителя.
| Призёры Олимпийских игр 1912 года | Призёры Олимпийских игр 1912 года | Призёры Олимпийских игр 1912 года | Призёры Олимпийских игр 1912 года |
| --------------------------------- | --------------------------------- | --------------------------------- | --------------------------------- |
| Вес                               | Золото                            | Серебро                           | Бронза                            |
| Полулёгкий вес                    | Каарло Коскело                    | Георг Герштакер                   | Отто Ласанен                      |
| Лёгкий вес                        | Эмиль Вяре                        | Густаф Мальмстрём                 | Эдвин Матиассон                   |
| Средний вес «А»                   | Клас Юханссон                     | Мартин Клейн                      | Альпо Асикайнен                   |
| Средний вес «B»                   | -                                 | Андерс Альгрен Ивар Бёлинг        | Бела Варга                        |
| Тяжёлый вес                       | Юрьё Саарела                      | Йохан Олин                        | Сёрен Йенсен                      |

## 1920
На Олимпийских играх 1920 года участники были разделены по пяти весовым категориям. И вновь гегемонию финских и шведских борцов никто не смог поставить под сомнение Финляндия завоевала девять наград, три золотые, четыре серебряные и две бронзовые, Швеция завоевала две золотые и одну бронзовую медали. Впервые в числе призёров оказался представитель Норвегии.
| Призёры Олимпийских игр 1920 года | Призёры Олимпийских игр 1920 года | Призёры Олимпийских игр 1920 года | Призёры Олимпийских игр 1920 года |
| --------------------------------- | --------------------------------- | --------------------------------- | --------------------------------- |
| Вес                               | Золото                            | Серебро                           | Бронза                            |
| Полулёгкий вес                    | Оскари Фриман                     | Хейки Кяхкёнен                    | Фритьоф Свенссон                  |
| Лёгкий вес                        | Эмиль Вяре                        | Таави Тамминен                    | Фритьоф Андерсен                  |
| Средний вес                       | Карл Вестергрен                   | Артур Линдфорс                    | Матти Перттиля                    |
| Полутяжёлый вес                   | Клас Юханссон                     | Эдиль Розенквист                  | Иоханнес Эриксен                  |
| Тяжёлый вес                       | Адольф Линдфорс                   | Поуль Хансен                      | Мартти Ниеминен                   |

## 1924
На Олимпийских играх 1924 года участники были разделены по шести весовым категориям. Продолжалась гегемония скандинавов: Финляндия завоевала десять наград, четыре золотые, три серебряные и четыре бронзовые, Швеция завоевала по одной награде каждого достоинства. Впервые в числе призёров оказались представители Эстонии и Франции.
| Призёры Олимпийских игр 1924 года | Призёры Олимпийских игр 1924 года | Призёры Олимпийских игр 1924 года | Призёры Олимпийских игр 1924 года |
| --------------------------------- | --------------------------------- | --------------------------------- | --------------------------------- |
| Вес                               | Золото                            | Серебро                           | Бронза                            |
| Легчайший вес                     | Эдуард Пютсеп                     | Ансельм Альфорс                   | Вяйнё Иконен                      |
| Полулёгкий вес                    | Калле Анттилла                    | Алексантери Тойвола               | Эрик Мальмберг                    |
| Лёгкий вес                        | Оскари Фриман                     | Лайош Керестеш                    | Калле Вестерлунд                  |
| Средний вес                       | Эдвард Вестерлунд                 | Артур Линдфорс                    | Роман Штейнберг                   |
| Полутяжёлый вес                   | Карл Вестергрен                   | Рудольф Свенссон                  | Онни Пеллинен                     |
| Тяжёлый вес                       | Анри Деглан                       | Эдиль Розенквист                  | Раймунд Бадо                      |

## 1928
На Олимпийских играх 1928 года участники были разделены по шести весовым категориям. На этих олимпийских играх наконец удалось сломать существующую систему: Финляндия осталась лишь второй, завоевав четыре награды, а Швеция осталась лишь четвёртой, завоевав две награды. Первенствовала сборная Германии, с одной золотой, двумя серебряными и одной бронзовой медалью. Хорошо выступила сборная Венгрии, завоевав золотую и серебряную награды. Впервые победителем олимпийских игр по борьбе стал представитель не из Европы (Египет; также в число призёров впервые вошёл представитель Чехословакии.
| Призёры Олимпийских игр 1928 года | Призёры Олимпийских игр 1928 года | Призёры Олимпийских игр 1928 года | Призёры Олимпийских игр 1928 года |
| --------------------------------- | --------------------------------- | --------------------------------- | --------------------------------- |
| Вес                               | Золото                            | Серебро                           | Бронза                            |
| Легчайший вес                     | Курт Лойхт                        | Индржих Маудр                     | Джованни Гоцци                    |
| Полулёгкий вес                    | Вольдемар Вяли                    | Эрик Мальмберг                    | Джероламо Квалья                  |
| Лёгкий вес                        | Лайош Керестеш                    | Эде Шперлинг                      | Эдвард Вестерлунд                 |
| Средний вес                       | Вяйнё Коккинен                    | Ласло Папп                        | Альберт Кузнец                    |
| Полутяжёлый вес                   | Ибрагим Мустафа                   | Адольф Ригер                      | Онни Пеллинен                     |
| Тяжёлый вес                       | Рудольф Свенссон                  | Ялмар Нюстрём                     | Георг Геринг                      |

## 1932
На Олимпийских играх 1932 года участники были разделены по семи весовым категориям. Лучше всех выступила шведская сборная, завоевав четыре из семи золотых наград, и ещё одну бронзовую. Финская сборная поделила с немецкой второе-третье места. Удачно выступила сборная Италии, завоевав золотую, серебряную и две бронзовые награды. Впервые в число призёров вошёл представитель Австрии.
| Призёры Олимпийских игр 1932 года | Призёры Олимпийских игр 1932 года | Призёры Олимпийских игр 1932 года | Призёры Олимпийских игр 1932 года |
| --------------------------------- | --------------------------------- | --------------------------------- | --------------------------------- |
| Вес                               | Золото                            | Серебро                           | Бронза                            |
| Легчайший вес                     | Якоб Брендель                     | Марчелло Ниццола                  | Луи Франсуа                       |
| Полулёгкий вес                    | Джованни Гоцци                    | Вольфганг Эрль                    | Лаури Коскела                     |
| Лёгкий вес                        | Эрик Мальмберг                    | Абрахам Курланд                   | Эде Шперлинг                      |
| Полусредний вес                   | Ивар Юханссон                     | Вяйнё Каяндер                     | Эрколе Галлегати                  |
| Средний вес                       | Вяйнё Коккинен                    | Еан Фёльдеак                      | Аксель Кадье                      |
| Полутяжёлый вес                   | Рудольф Свенссон                  | Онни Пеллинен                     | Марио Группиони                   |
| Тяжёлый вес                       | Карл Вестергрен                   | Йозеф Урбан                       | Николаус Хиршль                   |

## 1936
На Олимпийских играх 1936 года участники были разделены по семи весовым категориям. Снова первенствовала шведская сборная, завоевав в каждой категории по награде: три золотых наград, две серебряных и одну бронзовую. Финская с тремя наградами каждого достоинства осталась второй, а третье место заняла сборная Эстонии с одной золотой и двумя бронзовыми наградами. Впервые победителем олимпийских игр по греко-римской борьбе стал представитель Азии (Турция); впервые (и по состоянию на 2012 год единственный раз) в число призёров вошёл представитель Латвии.
| Призёры Олимпийских игр 1936 года | Призёры Олимпийских игр 1936 года | Призёры Олимпийских игр 1936 года | Призёры Олимпийских игр 1936 года |
| --------------------------------- | --------------------------------- | --------------------------------- | --------------------------------- |
| Вес                               | Золото                            | Серебро                           | Бронза                            |
| Легчайший вес                     | Мартон Лёринц                     | Эгон Свенссон                     | Якоб Брендель                     |
| Полулёгкий вес                    | Яшар Эркан                        | Аарне Рейни                       | Эйнар Карлссон                    |
| Лёгкий вес                        | Лаури Коскела                     | Йозеф Херда                       | Вольдемар Вяли                    |
| Полусредний вес                   | Рудольф Сведберг                  | Фриц Шефер                        | Эйно Виртанен                     |
| Средний вес                       | Ивар Юханссон                     | Людвиг Швайкерт                   | Йожеф Палоташ                     |
| Полутяжёлый вес                   | Аксель Кадье                      | Эдвинс Биетагс                    | Аугуст Нео                        |
| Тяжёлый вес                       | Кристиан Палусалу                 | Юн Нюман                          | Курт Хорнфишер                    |

## 1948
На Олимпийских играх 1948 года участники были разделены по восьми весовым категориям. И вновь шведская сборная была первой, пять из восьми золотых медалей, а также две серебряные. Второй стала Турция с двумя золотыми, двумя серебряными и бронзовой наградой. Итальянская сборная завоевала золотую и две бронзовые награды. Фаворит всех довоенных соревнований сборная Финляндии впервые осталась без наград.
| Призёры Олимпийских игр 1948 года | Призёры Олимпийских игр 1948 года | Призёры Олимпийских игр 1948 года | Призёры Олимпийских игр 1948 года |
| --------------------------------- | --------------------------------- | --------------------------------- | --------------------------------- |
| Вес                               | Золото                            | Серебро                           | Бронза                            |
| Наилегчайший вес                  | Пьетро Ломбарди                   | Кенан Олджай                      | Рейно Кангасмяки                  |
| Легчайший вес                     | Курт Петтерсен                    | Махмуд Хассан                     | Халиль Кая                        |
| Полулёгкий вес                    | Мехмет Октав                      | Улле Андерберг                    | Ференц Тот                        |
| Лёгкий вес                        | Густав Фрей                       | Оге Эриксен                       | Карой Ференц                      |
| Полусредний вес                   | Йёста Андерссон                   | Миклош Сильваши                   | Хенрик Хансен                     |
| Средний вес                       | Аксель Грёнберг                   | Мухлис Тайфур                     | Эрколе Галлегати                  |
| Полутяжёлый вес                   | Карл-Эрик Нильссон                | Келпо Грёндаль                    | Ибрагим Ораби                     |
| Тяжёлый вес                       | Ахмет Киреччи                     | Тор Нильссон                      | Гвидо Фантони                     |

## 1952
На Олимпийских играх 1952 года участники были разделены по восьми весовым категориям. Впервые в олимпийских играх участвовали борцы СССР, которые заняли безоговорочное первое место, выиграв четыре золотые, одну серебряную и две бронзовые награды, и оставшись без наград лишь в одной категории. Второе место неожиданно завоевала сборная Венгрии с двумя золотыми и одной серебряной наградой. Швеция довольствовалась лишь третьим местом. Впервые в число призёров вошли борцы из Ливана.
| Призёры Олимпийских игр 1952 года | Призёры Олимпийских игр 1952 года | Призёры Олимпийских игр 1952 года | Призёры Олимпийских игр 1952 года |
| --------------------------------- | --------------------------------- | --------------------------------- | --------------------------------- |
| Вес                               | Золото                            | Серебро                           | Бронза                            |
| Наилегчайший вес                  | Борис Гуревич                     | Игнацио Фабра                     | Лео Хонкала                       |
| Легчайший вес                     | Имре Ходош                        | Захария Шихаб                     | Артём Терян                       |
| Полулёгкий вес                    | Яков Пункин                       | Имре Пойяк                        | Абдель Аль Рашид                  |
| Лёгкий вес                        | Шазам Сафин                       | Густав Фрей                       | Микулаш Атанасов                  |
| Полусредний вес                   | Миклош Сильваши                   | Йёста Андерссон                   | Халил Таха                        |
| Средний вес                       | Аксель Грёнберг                   | Калерво Раухала                   | Николай Белов                     |
| Полутяжёлый вес                   | Келпо Грёндаль                    | Шалва Чихладзе                    | Карл-Эрик Нильссон                |
| Тяжёлый вес                       | Йоханнес Коткас                   | Йозеф Ружичка                     | Тауно Кованен                     |

## 1956
На Олимпийских играх 1956 года участники были разделены по восьми весовым категориям. И вновь советские борцы СССР оказались вне конкуренции, завоевав пять золотых, одну серебряную и одну бронзовую награды, и снова лишь в одной категории оставшись без наград. Второе место завоевала сборная Финляндии, выиграв два «золота». Впервые в число призёров вошли борцы из Болгарии, которые в дальнейшем долгое время будут находиться в числе фаворитов.
| Призёры Олимпийских игр 1956 года | Призёры Олимпийских игр 1956 года | Призёры Олимпийских игр 1956 года | Призёры Олимпийских игр 1956 года |
| --------------------------------- | --------------------------------- | --------------------------------- | --------------------------------- |
| Вес                               | Золото                            | Серебро                           | Бронза                            |
| Наилегчайший вес                  | Николай Соловьёв                  | Игнацио Фабра                     | Дурсун Али Эгрибаш                |
| Легчайший вес                     | Константин Вырупаев               | Эдвин Вестербю                    | Франчиск Хорват                   |
| Полулёгкий вес                    | Рауно Мякинен                     | Имре Пойяк                        | Роман Дзенеладзе                  |
| Лёгкий вес                        | Кюёсти Лехтонен                   | Рыза Доган                        | Дьюла Тот                         |
| Полусредний вес                   | Митхат Байрак                     | Владимир Манеев                   | Пер Берлин                        |
| Средний вес                       | Гиви Картозия                     | Димитр Добрев                     | Руне Янссон                       |
| Полутяжёлый вес                   | Валентин Николаев                 | Петко Сираков                     | Карл-Эрик Нильссон                |
| Тяжёлый вес                       | Анатолий Парфёнов                 | Вильфрид Дитрих                   | Адельмо Булгарелли                |

## 1960
На Олимпийских играх 1960 года участники были разделены по восьми весовым категориям. Советские борцы заняли первое место, однако уже не с таким большим отрывом, завоевав три золотые и две бронзовые награды. Второе место завоевала сборная Турции, выиграв три «золота». Впервые в число призёров вошли борцы из Румынии, сразу заняв общекомандное третье место, завоевав три медали разных достоинств. Также в число призёров впервые вошли борцы из Югославии, ГДР и Ирана.
| Призёры Олимпийских игр 1960 года | Призёры Олимпийских игр 1960 года | Призёры Олимпийских игр 1960 года | Призёры Олимпийских игр 1960 года |
| --------------------------------- | --------------------------------- | --------------------------------- | --------------------------------- |
| Вес                               | Золото                            | Серебро                           | Бронза                            |
| Наилегчайший вес                  | Думитру Пырвулеску                | Осман Эль-Сайед                   | Мохамед Пазираи                   |
| Легчайший вес                     | Олег Караваев                     | Йон Черня                         | Динко Петров                      |
| Полулёгкий вес                    | Мюзахир Сильле                    | Имре Пойяк                        | Константин Вырупаев               |
| Лёгкий вес                        | Автандил Коридзе                  | Бранко Мартинович                 | Густав Фрей                       |
| Полусредний вес                   | Митхат Байрак                     | Гюнтер Маричнигг                  | Рене Ширмейер                     |
| Средний вес                       | Димитр Добрев                     | Лотар Метц                        | Йон Цэрану                        |
| Полутяжёлый вес                   | Тевфик Кыш                        | Крали Бимбалов                    | Гиви Картозия                     |
| Тяжёлый вес                       | Иван Богдан                       | Вильфрид Дитрих                   | Богумил Кубат                     |

## 1964

На Олимпийских играх 1964 года участники были разделены по восьми весовым категориям. Хозяева олимпийских игр, японские борцы, впервые войдя в число призёров, сразу завоевали общекомандное первое место, всего лишь с двумя золотыми наградами. Столько же наград завоевала сборная Венгрии, уступив сборной Японии лишь по разнице в четвёртых местах. Советские борцы заняли лишь третье место, завоевав одну золотую, три серебряные и одну бронзовую награды.
| Призёры Олимпийских игр 1964 года | Призёры Олимпийских игр 1964 года | Призёры Олимпийских игр 1964 года | Призёры Олимпийских игр 1964 года |
| --------------------------------- | --------------------------------- | --------------------------------- | --------------------------------- |
| Вес                               | Золото                            | Серебро                           | Бронза                            |
| Наилегчайший вес                  | Цутому Ханахара                   | Ангел Керезов                     | Думитру Пырвулеску                |
| Легчайший вес                     | Масамицу Итигути                  | Владлен Тростянский               | Йон Черня                         |
| Полулёгкий вес                    | Имре Пойяк                        | Роман Руруа                       | Бранко Мартинович                 |
| Лёгкий вес                        | Казым Айваз                       | Валериу Буларка                   | Давид Гванцеладзе                 |
| Полусредний вес                   | Анатолий Колесов                  | Кирил Петков                      | Бертиль Нюстрём                   |
| Средний вес                       | Бранислав Симич                   | Иржи Корманик                     | Лотар Метц                        |
| Полутяжёлый вес                   | Боян Радев                        | Пер Свенссон                      | Хайнц Киль                        |
| Тяжёлый вес                       | Иштван Козма                      | Анатолий Рощин                    | Вильфрид Дитрих                   |

## 1968
На Олимпийских играх 1968 года участники были разделены по восьми весовым категориям. Первенствовала сборная Венгрии с двумя золотыми и одной бронзовой медалями. На втором месте осталась сборная Болгарии, на третьем — ГДР. Советские борцы остались лишь четвёртыми, единственный раз за всю историю выступлений оставшись за чертой призёров, завоевав одну золотую, четыре серебряные и одну бронзовую награды. Впервые с 1896 года в число призёров вошёл представитель Греции.
| Призёры Олимпийских игр 1968 года | Призёры Олимпийских игр 1968 года | Призёры Олимпийских игр 1968 года | Призёры Олимпийских игр 1968 года |
| --------------------------------- | --------------------------------- | --------------------------------- | --------------------------------- |
| Вес                               | Золото                            | Серебро                           | Бронза                            |
| Наилегчайший вес                  | Петр Киров                        | Владимир Бакулин                  | Мирослав Земан                    |
| Легчайший вес                     | Янош Варга                        | Йон Бачиу                         | Иван Кочергин                     |
| Полулёгкий вес                    | Роман Руруа                       | Хидэо Фудзимото                   | Симьон Попеску                    |
| Лёгкий вес                        | Мунэдзи Мунэмура                  | Стеван Хорват                     | Петрос Галактопулос               |
| Полусредний вес                   | Рудольф Веспер                    | Даниэль Робен                     | Карой Байко                       |
| Средний вес                       | Лотар Метц                        | Валентин Оленик                   | Бранислав Симич                   |
| Полутяжёлый вес                   | Боян Радев                        | Николай Яковенко                  | Николае Мартинеску                |
| Тяжёлый вес                       | Иштван Козма                      | Анатолий Рощин                    | Петр Кмент                        |

## 1972
На Олимпийских играх 1972 количество весовых категорий было расширено: их стало десять. Советские борцы вернули себе утраченные позиции, завоевав четыре золотые и две серебряные награды. Второе место осталось за Болгарией с двумя золотыми, двумя серебряными и одной бронзовой наградой. Впервые в число призёров вошли борцы из Польши.
| Призёры Олимпийских игр 1972 года | Призёры Олимпийских игр 1972 года | Призёры Олимпийских игр 1972 года | Призёры Олимпийских игр 1972 года |
| --------------------------------- | --------------------------------- | --------------------------------- | --------------------------------- |
| Вес                               | Золото                            | Серебро                           | Бронза                            |
| Первый наилегчайший вес           | Георге Берчану                    | Рахим Алиабади                    | Стефан Ангелов                    |
| Наилегчайший вес                  | Петр Киров                        | Коитиро Хираяма                   | Джузеппе Боньянни                 |
| Легчайший вес                     | Рустем Казаков                    | Ханс-Юрген Вейль                  | Ристо Бьёрлин                     |
| Полулёгкий вес                    | Георги Марков                     | Хайнц-Хельмут Велинг              | Казимеж Липень                    |
| Лёгкий вес                        | Шамиль Хисамутдинов               | Стоян Апостолов                   | Джан Маттео Ранци                 |
| Полусредний вес                   | Витезслав Маха                    | Петрос Галактопулос               | Ян Карлссон                       |
| Средний вес                       | Чаба Хегедюш                      | Анатолий Назаренко                | Милан Ненадич                     |
| Полутяжёлый вес                   | Валерий Резанцев                  | Йосип Чорак                       | Чеслав Квециньский                |
| Тяжёлый вес                       | Николае Мартинеску                | Николай Яковенко                  | Ференц Кишш                       |
| Супертяжёлый вес                  | Анатолий Рощин                    | Александр Томов                   | Виктор Долипски                   |

## 1976
На Олимпийских играх 1976 года участники были разделены по десяти весовым категориям. Эти игры стали триумфальными для советских борцов греко-римского стиля: они завоевали семь из десяти золотых медалей, две серебряные и одну бронзовую, завоевав таким образом награды во всех категориях. Второй стала сборная Югославии, завоевав лишь одну золотую и одну серебряную медали.
| Призёры Олимпийских игр 1976 года | Призёры Олимпийских игр 1976 года | Призёры Олимпийских игр 1976 года | Призёры Олимпийских игр 1976 года |
| --------------------------------- | --------------------------------- | --------------------------------- | --------------------------------- |
| Вес                               | Золото                            | Серебро                           | Бронза                            |
| Первый наилегчайший вес           | Алексей Шумаков                   | Георге Берчану                    | Стефан Ангелов                    |
| Наилегчайший вес                  | Виталий Константинов              | Нику Гынгэ                        | Коитиро Хираяма                   |
| Легчайший вес                     | Пертти Уккола                     | Иван Фргич                        | Фархат Мустафин                   |
| Полулёгкий вес                    | Казимеж Липень                    | Нельсон Давидян                   | Ласло Реци                        |
| Лёгкий вес                        | Сурен Налбандян                   | Штефан Русу                       | Хайнц-Хельмут Велинг              |
| Полусредний вес                   | Анатолий Быков                    | Витезслав Маха                    | Карл-Хайнц Хельбинг               |
| Средний вес                       | Момир Петкович                    | Владимир Чебоксаров               | Иван Колев                        |
| Полутяжёлый вес                   | Валерий Резанцев                  | Стоян Николов                     | Чеслав Квециньский                |
| Тяжёлый вес                       | Николай Балбошин                  | Камен Горанов                     | Анджей Скшидлевский               |
| Супертяжёлый вес                  | Александр Колчинский              | Александр Томов                   | Роман Кодряну                     |

## 1980
На Олимпийских играх 1980 года участники были разделены по десяти весовым категориям. Борцы из СССР снова были первыми, с пятью золотыми, двумя серебряными и одной бронзовой медалями. Второе место досталось хорошо выступившей сборной Венгрии с двумя золотыми, двумя серебряными и одной бронзовой медалями. Следует отметить сборную Польши, которая завоевала четыре серебряные награды.
| Призёры Олимпийских игр 1980 года | Призёры Олимпийских игр 1980 года | Призёры Олимпийских игр 1980 года | Призёры Олимпийских игр 1980 года |
| --------------------------------- | --------------------------------- | --------------------------------- | --------------------------------- |
| Вес                               | Золото                            | Серебро                           | Бронза                            |
| Первый наилегчайший вес           | Жаксылык Ушкемпиров               | Константин Александру             | Ференц Сереш                      |
| Наилегчайший вес                  | Вахтанг Благидзе                  | Лайош Рац                         | Младен Младенов                   |
| Легчайший вес                     | Шамиль Сериков                    | Юзеф Липень                       | Бенни Юнгбек                      |
| Полулёгкий вес                    | Стелиос Мигиакис                  | Иштван Тот                        | Борис Крамаренко                  |
| Лёгкий вес                        | Штефан Русу                       | Анджей Супрон                     | Ларс-Эрик Шёльд                   |
| Полусредний вес                   | Ференц Кочиш                      | Анатолий Быков                    | Микко Хухтала                     |
| Средний вес                       | Геннадий Корбан                   | Ян Долгович                       | Павел Павлов                      |
| Полутяжёлый вес                   | Норберт Нёвеньи                   | Игорь Каныгин                     | Петре Дику                        |
| Тяжёлый вес                       | Георги Райков                     | Роман Берла                       | Василе Андрей                     |
| Супертяжёлый вес                  | Александр Колчинский              | Александр Томов                   | Хассан Бишара                     |

## 1984
На Олимпийских играх 1984 года участники были разделены по десяти весовым категориям. Конкуренция на турнире была несильной, ввиду отсутствия на играх явных фаворитов: советских, венгерских и болгарских борцов. В их отсутствие победителем стала ещё одна страна из советского лагеря — Румыния, завоевавшая две золотые, одну серебряную и две бронзовые награды. Второе место заняли борцы из США, впервые попавшие в число олимпийских призёров по греко-римской борьбе. Впервые за историю игр в число победителей и призёров вошли борцы из Южной Кореи, Мексики и Швейцарии (последние два призёра остаются на 2012 год единственными).
| Призёры Олимпийских игр 1984 года | Призёры Олимпийских игр 1984 года | Призёры Олимпийских игр 1984 года | Призёры Олимпийских игр 1984 года |
| --------------------------------- | --------------------------------- | --------------------------------- | --------------------------------- |
| Вес                               | Золото                            | Серебро                           | Бронза                            |
| Первый наилегчайший вес           | Винченцо Маэнца                   | Маркус Шерер                      | Икудзо Сайто                      |
| Наилегчайший вес                  | Ацудзи Мияхара                    | Даниэль Асевес                    | Пан Дэ Ду                         |
| Легчайший вес                     | Паскаль Пассарелли                | Масаки Это                        | Бабис Холидис                     |
| Полулёгкий вес                    | Ким Вонги                         | Кент-Улле Юханссон                | Хуго Диче                         |
| Лёгкий вес                        | Владо Лисьяк                      | Тапио Сипиля                      | Джим Мартинес                     |
| Полусредний вес                   | Йоуко Саломяки                    | Роджер Таллрот                    | Штефан Русу                       |
| Средний вес                       | Йон Драйка                        | Димитриос Танопулос               | Сёрен Класон                      |
| Полутяжёлый вес                   | Стив Фрейзер                      | Илие Матей                        | Франк Андерссон                   |
| Тяжёлый вес                       | Василе Андрей                     | Грег Гибсон                       | Йожеф Тертеи                      |
| Супертяжёлый вес                  | Джефф Блатник                     | Рефик Мемишевич                   | Виктор Долипски                   |

## 1988
На Олимпийских играх 1988 года участники были разделены по десяти весовым категориям. Советские борцы вернули себе звание сильнейших в мире, завоевав четыре золотые, одну серебряную и одну бронзовую награды. Второе место досталось Болгарии с одной золотой, тремя серебряными и одной бронзовой медалями. Третье место завоевали хозяева игр, сборная Южной Кореи.
| Призёры Олимпийских игр 1988 года | Призёры Олимпийских игр 1988 года | Призёры Олимпийских игр 1988 года | Призёры Олимпийских игр 1988 года |
| --------------------------------- | --------------------------------- | --------------------------------- | --------------------------------- |
| Вес                               | Золото                            | Серебро                           | Бронза                            |
| Первый наилегчайший вес           | Винченцо Маэнца                   | Анджей Гломб                      | Братан Ценов                      |
| Наилегчайший вес                  | Йон Рённинген                     | Ацудзи Мияхара                    | Ли Джэ Сок                        |
| Легчайший вес                     | Андраш Шике                       | Стоян Балов                       | Бабис Холидис                     |
| Полулёгкий вес                    | Камандар Маджидов →               | Живко Вангелов                    | Ан Дэ Хён                         |
| Лёгкий вес                        | Левон Джулфалакян                 | Ким Сон Мун                       | Тапио Сипиля                      |
| Полусредний вес                   | Ким Ён Нам                        | Даулет Турлыханов →               | Юзеф Трач                         |
| Средний вес                       | Михаил Мамиашвили                 | Тибор Комароми                    | Ким Сан Гю                        |
| Полутяжёлый вес                   | Атанас Комшев                     | Харри Коскела                     | Владимир Попов                    |
| Тяжёлый вес                       | Анджей Вроньский                  | Герхард Химмель                   | Деннис Козловски                  |
| Супертяжёлый вес                  | Александр Карелин →               | Рангел Геровский                  | Томас Йоханссон                   |

## 1992
На Олимпийских играх 1992 года участники были разделены по десяти весовым категориям. Бывшие борцы СССР выступали под флагом Объединённой команды, и вновь первенствовали, завоевав по три награды каждого достоинства. Второе место досталось Венгрии с двумя золотыми наградами. Впервые победителями и призёрами стали борцы из Кубы и призёром стал борец из Китая.
| Призёры Олимпийских игр 1992 года | Призёры Олимпийских игр 1992 года | Призёры Олимпийских игр 1992 года | Призёры Олимпийских игр 1992 года |
| --------------------------------- | --------------------------------- | --------------------------------- | --------------------------------- |
| Вес                               | Золото                            | Серебро                           | Бронза                            |
| Первый наилегчайший вес           | Олег Кучеренко →                  | Винченцо Маэнца                   | Уилбер Санчес                     |
| Наилегчайший вес                  | Йон Рённинген                     | Альфред Тер-Мкртчян →             | Мин Гён Гап                       |
| Легчайший вес                     | Ан Хан Бон                        | Рыфат Йылдыз →                    | Шэн Цзэтянь                       |
| Полулёгкий вес                    | Мехмет Акиф Пирим                 | Сергей Мартынов →                 | Хуан Марен                        |
| Лёгкий вес                        | Аттила Репка                      | Ислам Дугучиев →                  | Родни Смит                        |
| Полусредний вес                   | Мнацакан Искандарян →             | Юзеф Трач                         | Торбьёрн Корнбакк                 |
| Средний вес                       | Петер Фаркаш                      | Пётр Степин                       | Даулет Турлыханов →               |
| Полутяжёлый вес                   | Майк Булльман →                   | Хаккы Башар                       | Гоги Когуашвили →                 |
| Тяжёлый вес                       | Эктор Милиан                      | Деннис Козловски                  | Сергей Демяшкевич                 |
| Супертяжёлый вес                  | Александр Карелин →               | Томас Йоханссон                   | Йоан Григораш                     |

## 1996
На Олимпийских играх 1996 года участники были разделены по десяти весовым категориям. Неожиданного успеха добилась сборная Польши, выиграв в трёх категориях, и завоевав ещё серебряную и бронзовую награды. Второе место досталось сборной Кубы с золотой и серебряной медалью; российские борцы остались третьими. В связи с распадом СССР, в число призёров попало много новых представителей: награды завоевали представители Украины, Казахстана, Армении, Белоруссии и Молдавии.
| Призёры Олимпийских игр 1996 года | Призёры Олимпийских игр 1996 года | Призёры Олимпийских игр 1996 года | Призёры Олимпийских игр 1996 года |
| --------------------------------- | --------------------------------- | --------------------------------- | --------------------------------- |
| Вес                               | Золото                            | Серебро                           | Бронза                            |
| Первый наилегчайший вес           | Сим Гвон Хо                       | Александр Павлов                  | Зафар Гулиев                      |
| Наилегчайший вес                  | Армен Назарян →                   | Брэндон Полсон                    | Андрей Калашников                 |
| Легчайший вес                     | Юрий Мельниченко                  | Деннис Холл                       | Шэн Цзэтянь                       |
| Полулёгкий вес                    | Влодзимеж Завадский               | Хуан Марен                        | Мехмет Акиф Пирим                 |
| Лёгкий вес                        | Рышард Вольны                     | Гани Ялуз                         | Александр Третьяков               |
| Полусредний вес                   | Филиберто Аскуй                   | Марко Аселль                      | Юзеф Трач                         |
| Средний вес                       | Хамза Ерликая                     | Томас Цандер                      | Валерий Циленьть                  |
| Полутяжёлый вес                   | Вячеслав Олейник                  | Яцек Фафиньский                   | Майк Булльман →                   |
| Тяжёлый вес                       | Анджей Вроньский                  | Сергей Лиштван                    | Микаель Юнгберг                   |
| Супертяжёлый вес                  | Александр Карелин →               | Мэтт Гаффари                      | Сергей Мурейко                    |

## 2000
На Олимпийских играх 2000 года количество категорий было сокращено: участники были разделены по восьми весовым категориям. Сборная России заняла первое общекомандное место с двумя золотыми, одной серебряной и одной бронзовой медалями. Вторыми были кубинские спортсмены с одной золотой и двумя серебряными наградами. Сборная США стала третьей, завоевав по одной награде каждого достоинства. Впервые призёрами стали борцы из Грузии и Северной Кореи.
| Призёры Олимпийских игр 2000 года | Призёры Олимпийских игр 2000 года | Призёры Олимпийских игр 2000 года | Призёры Олимпийских игр 2000 года |
| --------------------------------- | --------------------------------- | --------------------------------- | --------------------------------- |
| Вес                               | Золото                            | Серебро                           | Бронза                            |
| Легчайший вес                     | Сим Квон Хо                       | Ласаро Ривас                      | Кан Ён Кен                        |
| Полулёгкий вес                    | Армен Назарян →                   | Ким Ин Соп                        | Шэн Цзэтянь                       |
| Лёгкий вес                        | Вартерес Самургашев               | Хуан Луис Марен                   | Акакий Чачуа                      |
| Полусредний вес                   | Филиберто Аскуй                   | Кацухико Нагата                   | Алексей Глушков                   |
| Средний вес                       | Мурат Карданов                    | Мэтт Линдлэнд                     | Марко Юли-Ханнуксела              |
| Полутяжёлый вес                   | Хамза Ерликая                     | Шандор Иштван Бардоши             | Мухран Вахтангадзе                |
| Тяжёлый вес                       | Микаель Юнгберг                   | Давид Салдадзе                    | Гарретт Лоуни                     |
| Супертяжёлый вес                  | Рулон Гарднер                     | Александр Карелин →               | Дмитрий Дебелка                   |

## 2004
На Олимпийских играх 2004 года количество категорий ещё было сокращено: участники были разделены по семи весовым категориям. Сборная России снова заняла первое общекомандное место с двумя золотыми, одной серебряной и одной бронзовой медалями. Второе место, завоевав по одной золотой медали поделили между собой Венгрия, Южная Корея, Азербайджан (впервые вошедший в состав призёров), Египет и Узбекистан (впервые вошедший в состав призёров).
| Призёры Олимпийских игр 2004 года | Призёры Олимпийских игр 2004 года | Призёры Олимпийских игр 2004 года | Призёры Олимпийских игр 2004 года |
| --------------------------------- | --------------------------------- | --------------------------------- | --------------------------------- |
| Вес                               | Золото                            | Серебро                           | Бронза                            |
| Полулёгкий вес                    | Иштван Майорош                    | Гейдар Мамедалиев                 | Артём Кюрегян                     |
| Лёгкий вес                        | Чон Джихён                        | Роберто Монсон                    | Армен Назарян →                   |
| Полусредний вес                   | Филиберто Аскуй                   | Шереф Эроглу                      | Мхитар Манукян                    |
| Средний вес                       | Александр Доктуришвили            | Марко Юли-Ханнуксела              | Вартерес Самургашев               |
| Полутяжёлый вес                   | Алексей Мишин                     | Ара Абрахамян                     | Вячеслав Макаренко                |
| Тяжёлый вес                       | Карам Габер                       | Рамаз Нозадзе                     | Мехмет Озал                       |
| Супертяжёлый вес                  | Хасан Бароев                      | Георгий Цурцумия                  | Рулон Гарднер                     |

## 2008
На Олимпийских играх 2008 года участники были разделены по семи весовым категориям. Была изменена турнирная система: теперь в каждой весовой категории разыгрывались золотая, серебряная и две бронзовых награды, а не одна, как ранее. Сборная России опять первенствовала с тремя золотыми и одной серебряной медалями. Второе место неожиданно завоевала сборная Франции с одной золотой и одной бронзовой медалями. В число призёров впервые попали борцы из Литвы и Кыргызстана.
| Призёры Олимпийских игр 2008 года | Призёры Олимпийских игр 2008 года | Призёры Олимпийских игр 2008 года | Призёры Олимпийских игр 2008 года |
| --------------------------------- | --------------------------------- | --------------------------------- | --------------------------------- |
| Вес                               | Золото                            | Серебро                           | Бронза                            |
| Полулёгкий вес                    | Назир Манкиев                     | Ровшан Байрамов                   | Роман Амоян                       |
| Полулёгкий вес                    | Назир Манкиев                     | Ровшан Байрамов                   | Пак Ен Чуль                       |
| Лёгкий вес                        | Ислам-Бека Альбиев                | Виталий Рагимов                   | Нурбахыт Тенгизбаев               |
| Лёгкий вес                        | Ислам-Бека Альбиев                | Виталий Рагимов                   | Руслан Тюменбаев                  |
| Полусредний вес                   | Стив Гено                         | Канатбек Бегалиев                 | Армен Варданян                    |
| Полусредний вес                   | Стив Гено                         | Канатбек Бегалиев                 | Михаил Семёнов                    |
| Средний вес                       | Манучар Квирквелия                | Чан Юнсян                         | Кристоф Гено                      |
| Средний вес                       | Манучар Квирквелия                | Чан Юнсян                         | Явор Янакиев                      |
| Полутяжёлый вес                   | Андреа Мингуцци                   | Золтан Фодор                      | Назми Авлуджа                     |
| Полутяжёлый вес                   | Андреа Мингуцци                   | Золтан Фодор                      | -                                 |
| Тяжёлый вес                       | Асланбек Хуштов                   | Мирко Энглих                      | Асет Мембетов                     |
| Тяжёлый вес                       | Асланбек Хуштов                   | Мирко Энглих                      | Адам Уилер                        |
| Супертяжёлый вес                  | Михаин Лопес                      | Хасан Бароев¹                     | Миндаугас Мизгайтис               |
| Супертяжёлый вес                  | Михаин Лопес                      | Хасан Бароев¹                     | Юрий Патрикеев                    |

¹ Лишён серебряной медали игр за употребление допинга

## 2012
На Олимпийских играх 2012 года участники были разделены по семи весовым категориям. Завоевав три золотые награды, первое место заняла сборная Ирана. Российская сборная осталась второй с двумя золотыми, серебряной и двумя бронзовыми медалями. В число призёров впервые с 1936 года попал борец из Эстонии.
| Призёры Олимпийских игр 2012 года | Призёры Олимпийских игр 2012 года | Призёры Олимпийских игр 2012 года | Призёры Олимпийских игр 2012 года |
| --------------------------------- | --------------------------------- | --------------------------------- | --------------------------------- |
| Вес                               | Золото                            | Серебро                           | Бронза                            |
| Полулёгкий вес                    | Хамид Сориан                      | Ровшан Байрамов                   | Мингиян Семёнов                   |
| Полулёгкий вес                    | Хамид Сориан                      | Ровшан Байрамов                   | Петер Модош                       |
| Лёгкий вес                        | Омид Норузи                       | Реваз Лашхи                       | Заур Курмагомедов                 |
| Лёгкий вес                        | Омид Норузи                       | Реваз Лашхи                       | Рютаро Мацумото                   |
| Полусредний вес                   | Ким Хён У                         | Тамаш Лёринц                      | Стив Гено                         |
| Полусредний вес                   | Ким Хён У                         | Тамаш Лёринц                      | Манучар Цхадая                    |
| Средний вес                       | Роман Власов                      | Арсен Джулфалакян                 | Александр Казакевич               |
| Средний вес                       | Роман Власов                      | Арсен Джулфалакян                 | Эмин Ахмедов                      |
| Полутяжёлый вес                   | Алан Хугаев                       | Карам Габер                       | Дамиан Яниковский                 |
| Полутяжёлый вес                   | Алан Хугаев                       | Карам Габер                       | Даниял Гаджиев                    |
| Тяжёлый вес                       | Гасем Резаи                       | Рустам Тотров                     | Джимми Лидберг                    |
| Тяжёлый вес                       | Гасем Резаи                       | Рустам Тотров                     | Артур Алексанян                   |
| Супертяжёлый вес                  | Михаин Лопес                      | Хейки Наби                        | Рыза Каяалп                       |
| Супертяжёлый вес                  | Михаин Лопес                      | Хейки Наби                        | Йохан Юрен                        |